# Abraxas brevifasciata
Abraxas brevifasciata là một loài bướm đêm trong họ Geometridae.